# Jalovec kadidlový

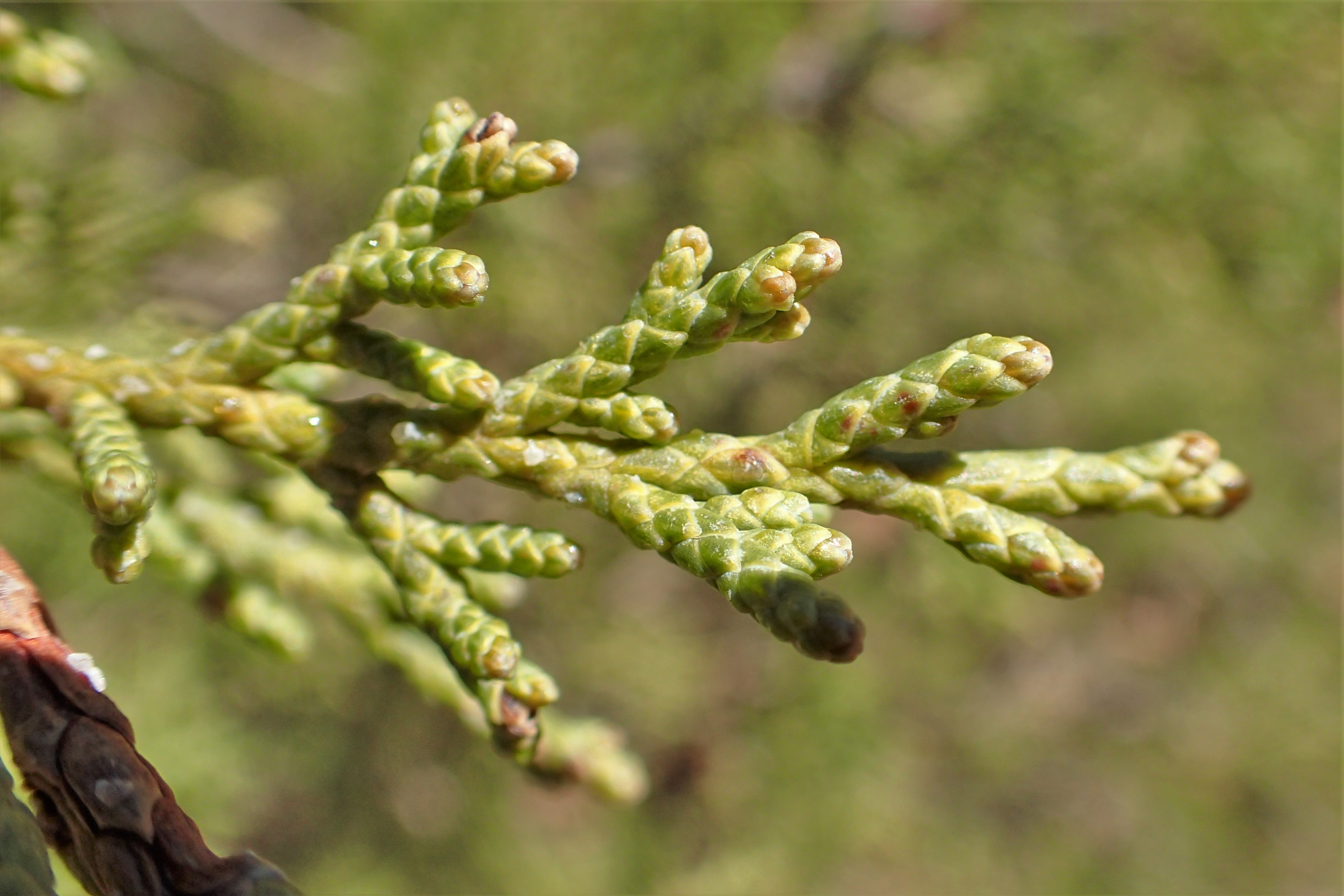
Mladá větvička

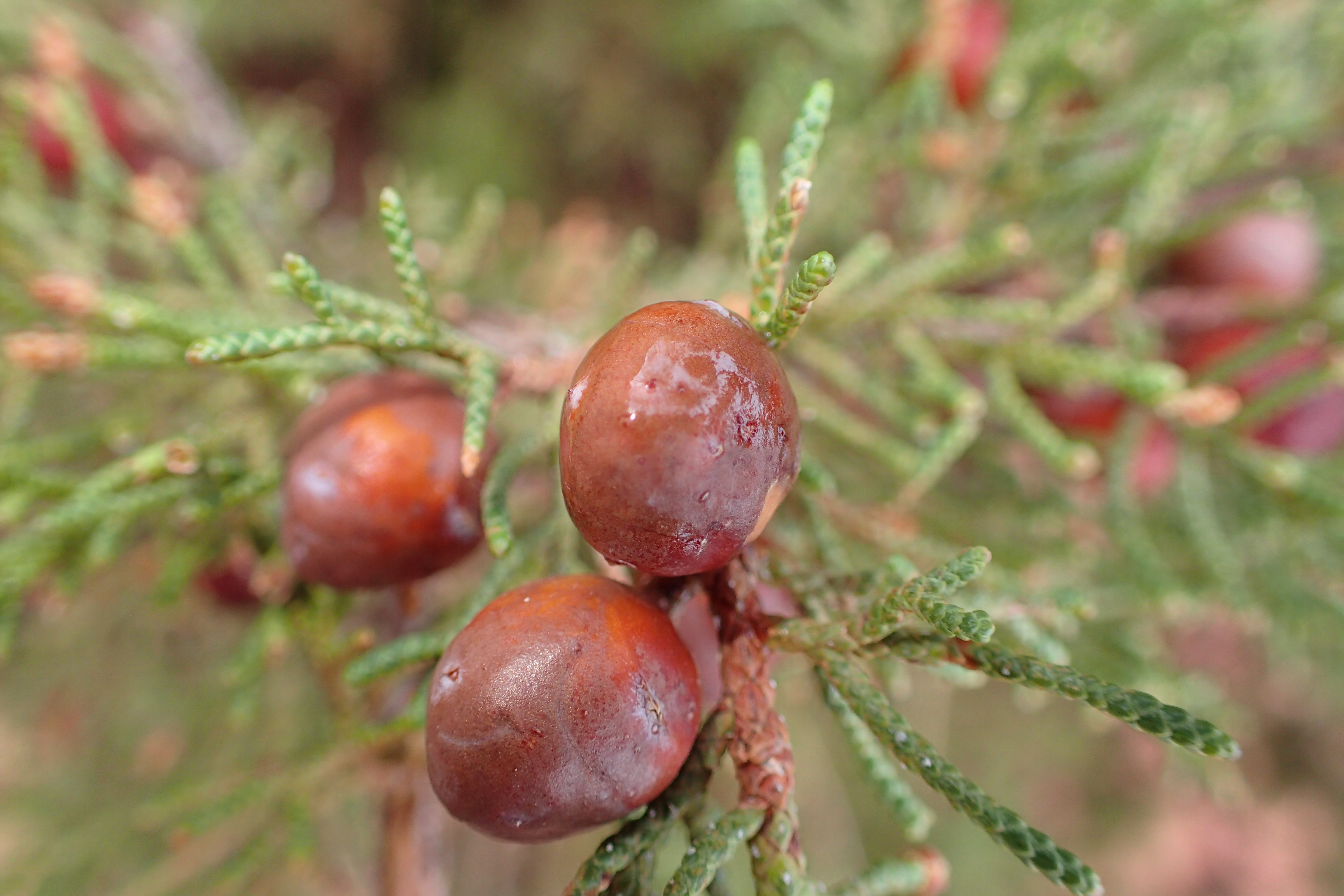
Dozrávající plody jalovčinky

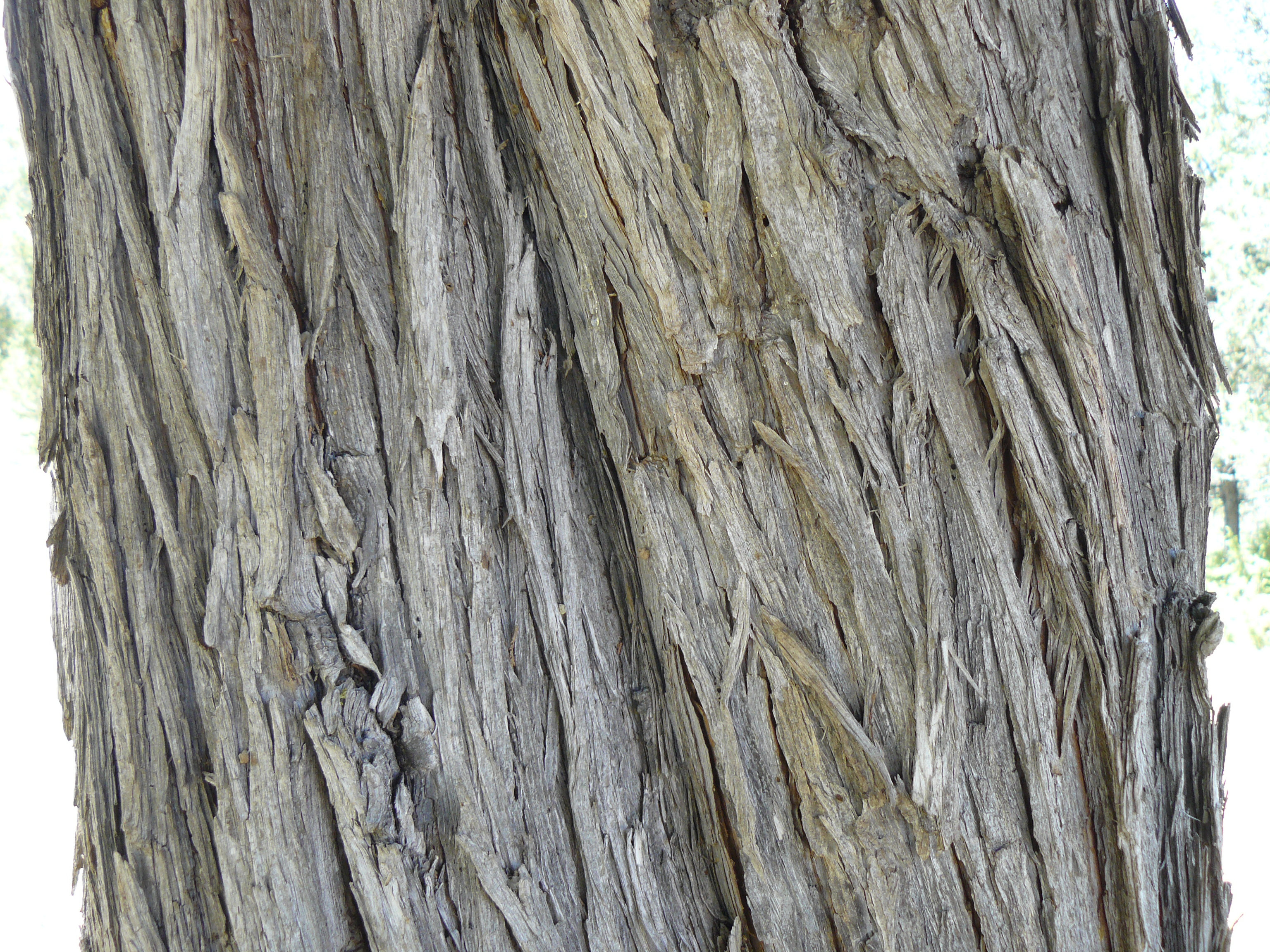
Kůra kmene

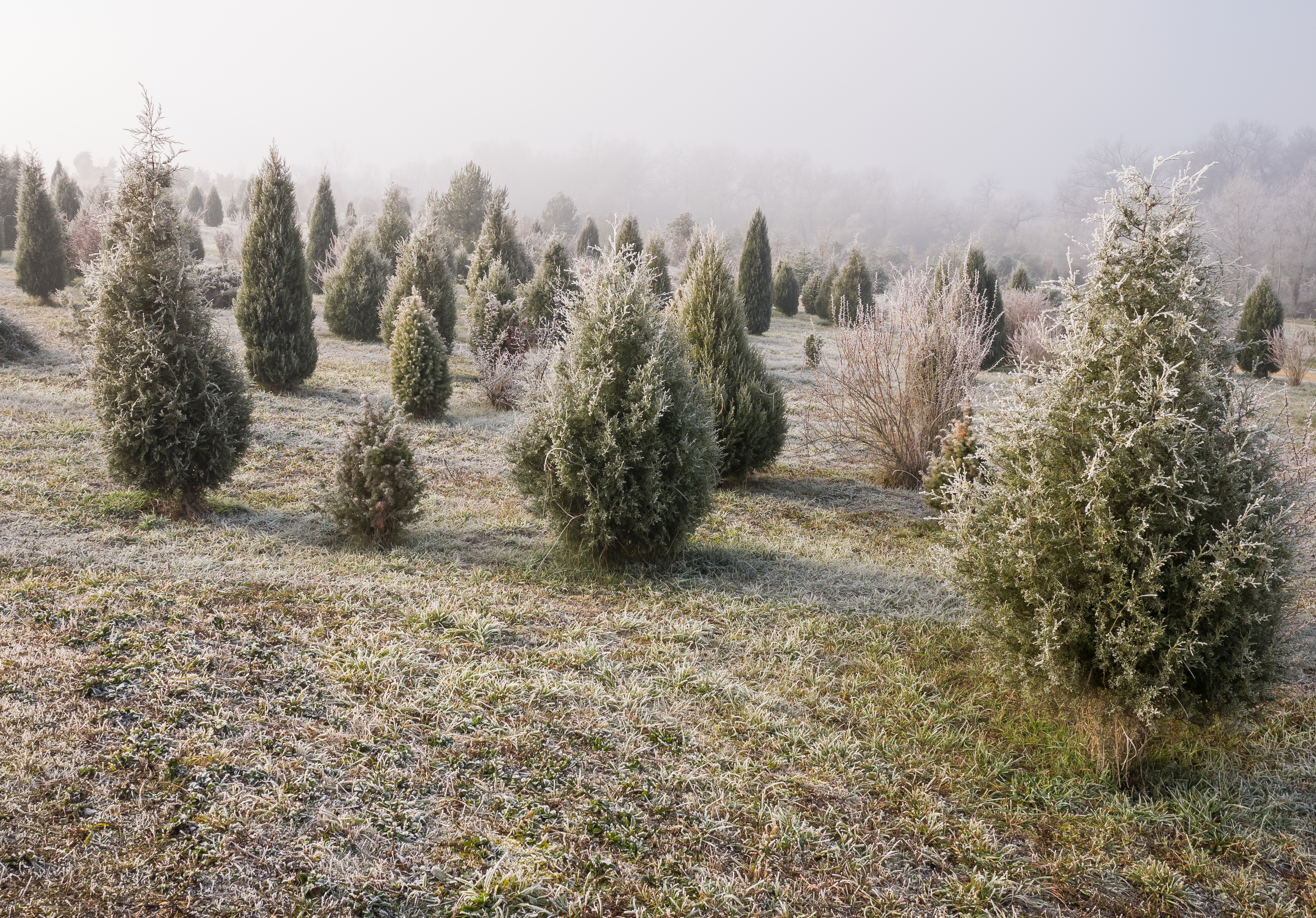
Ojíněné jalovce v makchii

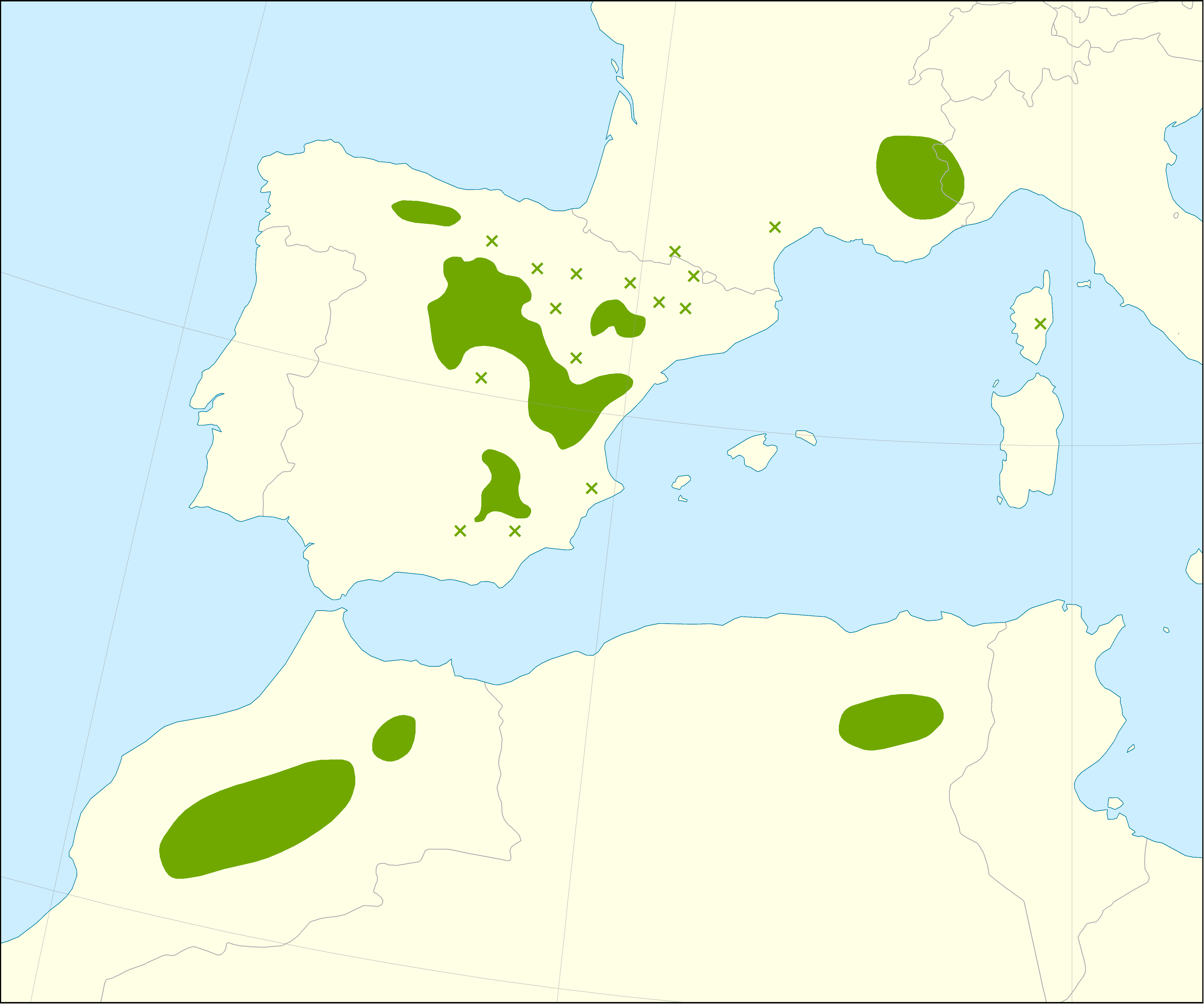
Mapa rozšíření

Jalovec kadidlový (Juniperus thurifera) je stálezelený strom nebo keř, který může dorůst až do výšky blízké 20 metrů. Je dvoudomá, světlomilná, suchomilná, na kvalitu půdy nenáročná aromatická dřevina s jehlicovitými a šupinovitými listy.

## Rozšíření
Tato dlouhověká rostlina, s reliktním rozšířením z třetihor, roste převážně v pohořích západního Středomoří, kde na místech s vápencovým podložím dává přednost údolím a roklinám s kontinentálním podnebím.
Centrum výskytu jalovce kadidlového je ve Španělsku, kde se vyskytuje od nadmořské výšky 140 m až po 1800 m. Jeho porosty se rozkládají hlavně v centrálních, severních a východních pohořích, převážně v provinciích Albacete, Burgos Cuenca, Guadalajara, Segovia, Teruel a Valencie. Mimo Španělska existují lesy s jalovcem kadidlovým také v západních výběžcích francouzských a italských Alp, dále v Itálii v regionech Ligurie a Piemont a na francouzských severních svazích Pyrenejí v departementu Haute-Garonne. Vyskytují se také na Korsice v departementu Haute-Corse a v okolí tamní nejvyšší hory Monte Cinto.
Druh vyrůstá rovněž v severní Africe v Maroku a Alžírsku, v pohořích Vysoký a Střední Atlas, na územích s celkovou rozlohou přesahujících 30 tisíc hektarů. Vystupuje tam až do výšky 2500 m n. m., ojediněle až 3000 m, kde obvykle roste na horní hranici lesa.

## Ekologie
Jalovec kadidlový je nejčastěji strom nepravidelného vzrůstu, jenž bývá středně velký a v mládí mívá krátkou rozbíhavou špičku. Tvar kmene je variabilní, u některých exemplářů je válcovitý a jindy je klikatý a nepravidelný, občas bývá rozvětvený. Nejmohutnější zaznamenaný jedinec ve vícekmenné formě se nachází ve Středním Atlasu, je vysoký 16 m, jeho kmen má celkový obvod 19 m a předpokládá se, že je starší než 500 roků. Někdy se jalovec kadidlový vyskytuje i jako keř dorůstající do 3 až 5 m.
Tento odolný druh je schopen vydržet extrémní klimatické podmínky, ve vysoko položených údolích v pohoří Atlasu jsou zimy studené a dlouhé a léta teplá a suchá. Dokáže spolehlivě růst v prostředí, kde zimní teploty klesají až pod -12 °C a v létě vystupují ke 40 °C. Průměrné roční srážky tam bývají pouze v rozmezí od 300 po 480 mm a v letních měsících nespadne více než 50 mm vody na 1 m². Upřednostňuje semiaridní podnebí s chladnými zimami a suchými léty.
Existující jalovcové lesy jsou často čisté jednodruhové porosty, jež se ponejvíce vyskytují na kamenité a málo úživné půdě. Vyrůstají na místech, kde předkové vykáceli či vyžďářili původní lesy s cílem získat jejich půdu pro pastviny, které později postupně opustili. Zpravidla se tyto nové porosty s nízkou hustotou rozprostírají na evropském kontinentu na nízkých až středních svazích s vápenatou půdou, kdežto v Africe se vyskytují na půdách druhově rozmanitých a často i velmi skalistých.
Vědecké jméno druhu thurifera pochází z atinského pojmenování pro zdroj či výrobce kadidla. Dřevo i listy tohoto jalovce mají příjemnou pryskyřičnou vůní podobnou té, která vzniká při spalování kadidla. Drobné kapičky rostlinné pryskyřice obsahují listy i zrající plody.

## Popis
Dvoudomá dřevina, kde každý jedinec obsahuje pouze samčí nebo jen samičí květy. Může být vysoký až 20 m, ale obvykle vyrůstá ve formě stromu pouze do výšky okolo 12 m, řidčeji dorůstá jako keř do výše asi 5 m. Koruna mladých stromů je pravidelně pyramidální s mírně divergentním vrcholem, která se později vyvine do nepravidelného tvaru. Kmen bývá jednoduchý nebo se větví ve větší počet kmenů, někdy vlastní větvení začíná již nízko u země. Větve jsou vzpřímené, čtyřhranné, na koncích tlusté jen do 1 mm a někdy mají svěšené konce. Kůra je tmavě hnědá, poměrně tenká a později se odlupuje v podélných pruzích. Kořenový systém je velmi silný, hlavní kořeny jsou schopné se za vodou zavrtat hluboko do trhlin v kamenité půdě.
Listy vyrůstají vstřícně, mladé bývají světle zelené, jehlicovité a 3 až 6 mm dlouhé. Starší jsou šupinovité, vejčité až kopinaté, na vrcholu špičaté, dlouhé 2 až 3 mm. Listy jsou po obou stranách zelené, na horní straně mají bělavý stomatální pruh a drobnou pryskyřičnou skvrnu, navzájem se překrývají a zcela pokrývají větvičky na kterých vyrůstají, po rozemnutí jsou aromatické.
U samčích stromů jednotlivé šištice s pylem vyrůstají na koncích větviček, jsou dlouhé až 3 mm, žlutozelené až světle hnědé a obsahují 10 až 12 mikrosporofylů s pylem. U samičích exemplářů vyrůstající šištice v úžlabí větviček, v době opylení jsou pouze nepatrně velké a později se zvětšují. Dorůstají do velikosti asi 8 až 12 mm, jsou kulovité, mívají dva až tři páry srostlých šupin s vajíčky, nejdřív jsou ojíněné a posléze získávají barvu tmavě nachovou. Dozrávají až druhým rokem po opylení, srostlé dužnaté šupiny zralé šišky (jalovčinky či galbuly) mají namodralou barvu a obsahují jedno až čtyři leskle hnědá, nepravidelná, bezkřídlá semena.
Semena jsou rozptylována zvířaty, včetně četných ptáků (nejčastěji z čeledi drozdovitých) a volně se pasoucím domácí dobytkem. Tito požírači plodů většinou konzumují pouze dužnatou část jalovčinek a obsažená tvrdá semena vypuzují. Starají se takto o přirozené rozptýlení semen, která se jinak mohou samovolně jen stěží vzdálit od mateřské rostliny. Životaschopnost a klíčivost semen jsou extrémně nízké.

## Taxonomie
Druh je rozdělen na dva poddruhy, které jsou od sebe prostorově oddělené. Nominátní poddruh Juniperus thurifera subsp. thurifera roste ve Španělsku, Francií, Itálii i na Korsice, kdežto poddruh Juniperus thurifera subsp. africana se vyskytuje v Maroku a Alžírsku na severu Afriky. Rostliny afrického poddruhu se nejpodstatněji odlišují menší velikosti zralých samičích šištic (okolo 8 mm) a v nich menším počtem obsažených semen (jedno až tři).

## Význam
Dřevo jalovce kadidlového je tvrdé, pružné, pevné a vodě odolné, nebývá však větších rozměrů. Tradičně se používá na nevelké venkovní stavby, oplocení, násady nářadí, jako palivové dříví a pro různé speciální použití. Vyrábí se z něj i nábytek a v době sucha se jeho listy využívají jako krmivo pro ovce, kozy i osly. Plody jalovčinky slouží v některých oblastech pro ochucení alkoholu. Olej extrahovaný ze stromů má léčebné využití ve veterinární medicíně. Vysazují se do zahrad a parků jako nenáročné okrasné rostliny. Délka jedné generace je ohodnocená na 30 let. Tyto lesy tvoří jedinečný ekosystém západního Středomoří a jsou považované za evropská chráněná stanoviště.

## Ohrožení
Populace roste v silně fragmentovaných porostech, které se rozkládají celkem asi na 4000 km². Současný a předpokládaný budoucí vývoj dřevin tohoto druhu je klesající, neboť je podstatně ovlivňován pastvou domácích býložravců. Z nich nejvíce škodí kozy a ovce, které v době nedostatku trávy spásají lístky jalovců, včetně mladých semenáčů, čímž brání přirozené obnově lesních porostů. Přesto je jalovec kadidlový zařazen organizací UICN mezi málo dotčené druhy (LC).